# Южна Сърбия (1912 – 1923)
„Южна Сърбия“ (на сръбски: Jужна Србија) е сръбско списание, излизало в Скопие от 1912 до 1925 година с прекъсвания.
Списанието започва да излиза през май 1912 година, когато Скопие е още в Османската империя, като орган на сръбската пропаганда в Македония. Печата се в скопската печатница „Стара Сърбия“. Първоначално излиза 2 пъти, а по-късно 1 път месечно. Собственици са Йован Грубич, Глигорие Елезович и Милослав Йелич, а редактори Елезович, Първош Сланкаменац и Милан Чемерикич. Спира през юни 1925 година.